# Tópoli (Járkov)
Tópoli (en ucraniano: Тополі; en ruso: Тополи) es un pueblo ucraniano perteneciente al óblast de Járkov. Situado en el noreste del país, es parte del raión de Kúpiansk y del municipio (hromada) de Dvorichna.

## Geografía
Tópoli está situado al sureste del río Oskil, a 21 kilómetros de Dvorichna, a 40 kilómetros de Kivsharivka y a 35 kilómetros de Kúpiansk.

## Historia
El pueblo fue fundado en 1725.
Desde el 24 de junio de 2017, existe un punto de servicio fronterizo que lleva el nombre de la localidad, inaugurado por el ministro del Interior, Arsén Avákov, y el secretario de la NSDC, Oleksandr Turchínov.
El 12 de junio de 2020, pasó a formar parte del raión de Dvorichna. Y el 17 de julio de 2020, tras la abolición del raión de Dvorichna, pasó a formar parte del raión de Kúpiansk.
El 25 de febrero de 2022 tras la invasión rusa de Ucrania el pueblo fue ocupado por las tropas rusas sin resistencia militar y más tarde fue incluido en la administración civil-militar de Járkov.

## Demografía
La evolución de la población de Tópoli entre 2001 y 2022 fue la siguiente:
| 860                                                           | 629 | 0 |
| (Fuente: Cities & Towns of Ukraine y UKRAINE: Größere Städte) |     |   |

Según el censo de 2001, la lengua materna de la mayoría de los habitantes, el 73,49%, es el ruso; del 26,40% es el ucraniano.

## Infraestructura

### Educación
Hay un centro cultural con una sala para 120 personas y una biblioteca. Los niños reciben educación en el instituto Tópoli. 

### Sanidad
Hay un centro médico y puestos paramédicos.

## Transporte
La ciudad también consta de una línea de ferrocarril que atraviesa el pueblo y la frontera hasta Urázovo, en Rusia. 